# Figures of ... Plants ... in the Gardeners Dictionary
Figures of ... Plants ... in the Gardeners Dictionary (abreviado Fig. Pl. Gard. Dict.) es un libro con ilustraciones y descripciones botánicas que fue escrito por el horticultor y botánico británico, de ascendencia escocesa; Philip Miller y publicado en el año 1760 con el nombre de Figures of the most beautiful, useful, and uncommon plants described in the Gardeners Dictionary.